# Lensmann (Behörde)

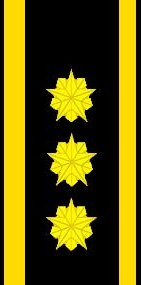
Schulterstück eines Lensmannes.

Lensmann war in Norwegen die Bezeichnung für einen untergeordneten Beamten in ländlichen Gegenden. Seine Aufgabe war im Wesentlichen die Beitreibung öffentlicher Abgaben. Der Wortbestandteil „Len“ kommt von Lén = Entgegennahme öffentlicher Abgabe innerhalb eines Lens = Syssels, also eines Bezirks. Das Amt ist seit dem 13. Jahrhundert bekannt.

## Bauern-Lensmänner
Da es über das Auftreten der Lensmänner in der Bevölkerung viele Klagen gab, wurde 1280 bestimmt, dass nur noch zwei Lensmänner in jedem Fylke tätig sein durften. Diese Bestimmung hat sich aber offenbar nicht durchgesetzt. 1293 wurde dann bestimmt, dass Lensmänner nur vornehme Bauern aus gutem Hause sein sollten.

## Verwaltungsbeamte
Nach der Vereinigung mit Dänemark im Spätmittelalter wurde das Amt aufgewertet. Er wurde Verwaltungsbeamter in der Vogtei. Er wurde dann auch „Bauern-Lensmann“ genannt, um die Verwechslung mit dem Inhaber eines Lehens zu vermeiden. Er geriet in eine Zwischenposition als Beamter des Vogtes einerseits und Vertrauensmann der Bauern andererseits. Als die Verwaltungsbezirke kleiner wurden, erhielt das Land viele Lensmänner. Der Lensmann hatte kein festes Gehalt. Sein Einkommen bestand in einem Anteil an den eingezogenen Geldbußen und am eingezogenen Vermögen.
Mit der Einführung der Eingewalt 1662 wurde der Lensmann vom Amtmann angestellt und erhielt ein kleines Gehalt. Das Amt wurde zu einer zentralen Stellung in der Bauerngesellschaft. In der Reichsversammlung von Eidsvoll saßen fünf Lensmänner. Bei der Beratung über das Gesetz über die Gemeindeverwaltung von 1837 wurde gefordert, dass die Lensmänner vom gewählten Gemeindevorstand einzusetzen seien. Das setzte sich zwar wegen des Widerstandes der Beamtenschaft nicht durch, aber im Lensmannsgesetz von 1884 wurde bestimmt, dass der Amtmann das Anstellungsrecht zwar behielt, aber einen aus den Vorschlägen der Gemeindeverwaltung wählen musste.

## Polizeibeamte
Im 20. Jahrhundert war der Lensmann vor allem Polizist und Zwangsvollstreckungsbeamter. Mit der Polizeireform von 1994 wurde der Lensmann in den Polizeidistrikt integriert, indem er dem Polizeipräsident unterstellt wurde. Hinsichtlich ziviler Aufgaben hatte der Lensmann weiterhin eine eigenständige Verantwortung gegenüber dem Polizeipräsidenten.